# مقاطعة نيوتن (إنديانا)
مقاطعة نيوتن (بالإنجليزية: Newton County, Indiana)‏ هي إحدى مقاطعات ولاية إنديانا في الولايات المتحدة. ، بلغ عدد سكانها 14244 نسمة في عام 2010 حسب إحصاء مكتب تعداد الولايات المتحدة وتصل الكثافة السكانية فيها 13.69 نسمة/كم2.

## وصلات خارجية
- www.newtoncountyin.com
- United States Counties